# Lista decoraților cu Ordinul național Steaua României în grad de Colan
Aceasta este o listă cu persoanele decorate cu Ordinul Steaua României, în grad de Colan.

## Cetățeni străini

### 1998
- Jacques Chirac, președintele Franței
- Alberto Fujimori, președintele Republicii Peru
- Martti Ahtisaari, președintele Finlandei
- Petăr Stoianov, președintele Bulgariei

### 1999
- Aleksander Kwasniewski, președintele Republicii Polone
- Thomas Klestil, președintele Republicii Austria
- Constantinos Stephanopoulos, președintele Republicii Elene
- Süleyman Demirel, președintele Republicii Turcia
- Regele Harald al V-lea al Norvegiei, regele Norvegiei
- Hamad Bin Khalifa Al Thani, emir și șeic, șef al statului Qatar și ministru al Apărării
- Jaber Al-Ahmed Al-Jaber Al-Sabah, emirul statului Kuweit
- Nursultan Abișevici Nazarbaev, președintele Republicii Kazahstan
- Rexhep Meidani, președintele Republicii Albania
- Ezer Weizman, președintele statului Israel

### 2000
- Petru Lucinschi, Președintele Republicii Moldova
- Regina Elisabeta a II-a a Marii Britanii și Irlandei de Nord, Regina Regatului Unit al Marii Britanii și Irlandei de Nord
- Jorge Fernando Branco de Sempaio, Președintele Republicii Portugalia
- Árpád Göncz, Președintele Republicii Ungaria
- Regina Margareta a II-a a Danemarcei, Regina Danemarcei
- Rudolf Schuster, Președintele Republicii Slovacia
- Stjepan Mesić, Președintele Republicii Croația
- Ernesto Zedillo Ponce de Léon, Președintele Republicii Mexic
- Fernando Henrique Cardoso, Președintele Republicii Brazilia
- Regele Bhumibol Adulyadej al Thailandei, Regele Thailandei
- Leonid Kucima, Președintele Republicii Ucraina

### 2001
- Emile Lahoud, Președintele Republicii Libaneze
- Kofi Annan, Secretar General al Organizației Națiunilor Unite
- Regina Beatrix a Regatului Țărilor de Jos, Regina Regatului Țărilor de Jos (Olanda)
- Valdas Adamkus, Președintele Republicii Lituania
- Vaira Vike-Freiberga, Președintele Republicii Letonia

### 2002
- Principele Fra’ Andrew Willoughby Ninian Bertie, Principe și Mare Maestru al Ordinului Suveran Militar Ospitalier al Sfântului Ioan de Ierusalim, de Rhodos și de Malta
- Șeicul Zayed bin Sultan Al Nahyan, Șeic, Președintele Emiratelor Arabe Unite
- Gloria Macapagal Arroyo, Președintele Republicii Filipine
- Milan Kucan, Președintele Republicii Slovenia
- Ferenc Madl, Președintele Republicii Ungaria
- George W. Bush, Președintele Statelor Unite ale Americii
- Mario Chiaruzzi, Căpitan Regent al Serenissimei Republici San Marino
- Giuseppe Maria Morganti, Căpitan Regent al Serenissimei Republici San Marino

### 2003
- Zine el Abidine ben Ali, Președintele Republicii Tunisiene
- Regele Carl XVI Gustaf Folke Hubertus, Regele Suediei
- Regele Juan Carlos I, Regele Spaniei
- Carlo Azeglio Ciampi, Președintele Republicii Italiene
- Arnold Rűűtel, Președintele Republicii Estonia

### 2004
- Henri de Luxemburg, Mare Duce de Luxemburg
- Angelo Cardinal Sodano, Secretar de Stat al Sfântului Scaun
- Edward Fenech-Adami, Președintele Republicii Malta
- Giuseppe Arzilli, Căpitan Regent al Serenissimei Republici San Marino
- Roberto Raschi, Căpitan Regent al Serenissimei Republici San Marino
- Ricardo Lagos, Președintele Republicii Chile
- Ilham Aliyev, Președintele Republicii Azerbaijan

### 2005
- Abdullah II, Regele Regatului Hașemit al Iordaniei

### 2006
- Tarja Kaarina Halonen, Președinta Republicii Finlanda

### 2007
- George Emil Palade, medic român care a descoperit ribozomii (primul Nobel românesc 1974 - pentru Fiziologie sau Medicină)

### 2008
- Tarcisio Bertone, cardinal Secretar de Stat
- Matthew Festing, principe și mare maestru al Ordinului Suveran Militar Ospitalier al Sfântului Ioan Botezătorul, de Ierusalim, de Rhodos și de Malta

### 2009
- Lech Kaszinski, Președintele Republicii Polone
- Michel Sleiman, Președintele Republicii Libaneze
- Albert II, Principe de Monaco
- Albert II, Regele Belgienilor

### 2010
- Mihai Ghimpu, Președinte al Republicii Moldova
- George Abela, Președintele Republicii Malta

### 2011
- Valdis Zatlers, președintele Letoniei
- Toomas Hendrik Ilves, președintele Estoniei
- Giorgio Napolitano, președinte al Republicii Italia

### 2015
- Pietro Parolin, cardinal Secretar de Stat
- Aníbal Cavaco Silva, președintele Portugaliei

### 2016
- Dalia Grybauskaitė, președinta Lituaniei
- Sergio Mattarella, președintele Italiei
- Rosen Plevneliev, președintele Bulgariei
- Joachim Gauck, președintele Germaniei
- Andrzej Duda, președintele Poloniei
- François Hollande, președintele Franței
- Andrej Kiska, președintele Slovaciei
- Nicolae Timofti, președintele Republicii Moldova

### 2017
- Kolinda Grabar-Kitarović, președinta Croației

## Cetățeni români

### 2007
- George Emil Palade, medic român care a descoperit ribozomii (primul Nobel românesc 1974 - pentru Fiziologie sau Medicină).
- Preafericitul Părinte Teoctist, Patriarh al Bisericii Ortodoxe Române (post-mortem)

### 2010
- Mugur Isărescu, Guvernator al Băncii Naționale a României

### 2021
- Preafericitul Părinte Daniel, Patriarh al Bisericii Ortodoxe Române

## Sursa
- Cetățeni români și străini decorați cu Ordinul Național „Steaua României”